# 大理站
大理站是位于云南省大理白族自治州大理市满江街道的一个铁路车站，有广大铁路、昆楚大铁路、大临铁路、大理至大理北联络线和在建的大瑞铁路经过该站，是滇西地区铁路的枢纽站。现办理客货运业务，车站及其上下行区间均已电气化。车站距离广通站213公里，隶属昆明铁路局广通车务段，是二等站。
大理站老站房于1994年11月30日动工，1998年6月22日建成通车。大理站站房由主楼、左附楼、右附楼3部分组成，造型取自三塔，设计上吸收了白族民居特色。
昆楚大铁路及大临铁路相繼通車後，本站客流量不斷上升，原有站房设施無法满足需求。2023年3月起，本站进行原址重建，计划新建总建筑面积约2.1万平方米的站房，可容纳旅客2,800人，预计建设工期2年。重建期间位于原站房东侧270米处的过渡站房投入使用，过渡站房为钢框架彩板围护结构，建筑面积5,200多平方米，其中候车厅3,100平方米，可容纳旅客1,600人。2024年12月30日，大理站新站房启用。
- 大理站重建期间使用的过渡站房
- 原站房和广场（摄于2016年）
- 站台